# Paul Ardier
Ne pas confondre avec son fils Paul II Ardier.
Paul Ardier, né en 1563 et mort le 25 septembre 1638 dans son château de Beauregard, est un financier et amateur d'art français. D'origine auvergnate, il entre au service du roi et occupe des offices de finances. Ayant acquis une fortune importante, il achète le château de Beauregard, et le transforme, y implantant une « galerie des illustres » devenue célèbre. Après sa mort, l'aménagement de cette galerie est poursuivi par son fils Paul II Ardier puis par le gendre de celui-ci, Gaspard III de Fieubet. Paul Ardier finance le couvent des Feuillants à Paris, où il est enterré, et l'hôtel-Dieu d'Issoire.

## Biographie

### Bourgeois auvergnat
Paul Ardier descend d'une famille de la bourgeoisie d'Issoire, en Auvergne. Son grand-père, Blaise Cohade, greffier de la justice seigneuriale de Saint-Cirgues, épouse la fille unique et héritière de Paul Ardier, bourgeois d'Issoire, à la condition de relever le nom d'Ardier. Leur fils, et père de Paul Ardier, Jean Cohade, dit Ardier, épouse Jacquette Doré, sœur de Guillaume Doré, qui est au service du roi Henri III. Les Ardier peuvent ainsi entrer dans la clientèle royale.
Paul Ardier a trois frères :
- Jean Ardier, qui reste en Auvergne ;
- Antoine Ardier, seigneur de Boissat et de Prévalon, gentilhomme ordinaire du roi et commissaire des guerres ;
- Guillaume Ardier, qui a également des fonctions dans la maison royale[1].

### Financier dans l'ombre des Phélypeaux
Paul Ardier naît en 1563. Il est à la Cour dès 1583 et devient gentilhomme de la vènerie du roi. Il épouse le 6 août 1592 Suzanne Phélypeaux, fille de Louis Phélypeaux et sœur des futurs secrétaires d'État Paul Phélypeaux de Pontchartain et Raymond Phélypeaux d'Herbault. Liant sa propre ascension sociale à celle, déjà largement entamée, des Phélypeaux, ce mariage assure sa fortune et celle de sa famille. Il lui permet d'accéder à des offices de finances et facilitera le début de la carrière de son fils aîné, Paul II Ardier.
Paul Ardier est conseiller du roi et contrôleur général des gabelles avant 1594 jusqu'en 1619. En 1600, il devient contrôleur général de l'extraordinaire des guerres (il contrôle le versement des soldes aux armées). Entre 1603 et 1613, il est trésorier des parties casuelles, c'est-à-dire qu'il gère les fonds provenant de la vénalité des offices. En 1627, il parvient au sommet de la hiérarchie des offices de finances en étant pourvu de l'importante charge de trésorier de l'Épargne, qu'il garde jusqu'en 1631. Cet office est vraiment essentiel et lucratif : il consiste à centraliser et à redistribuer le produit de l'impôt, en touchant un pourcentage.
De plus, en 1634, Paul Ardier fait partie, pour la somme considérable de 48 000 livres, des bailleurs de fonds des fermiers généraux des gabelles, de la compagnie de Thomas Bonneau. Il est donc à la fois un officier de finance au service du roi et un traitant qui avance des fonds à la monarchie, ce qui est ordinaire à son époque. Son fils Paul II Ardier fait de même, pour 40 000 livres. Les montants de ces transactions laissent entrevoir la richesse de la famille, qui est directement liée au milieu de la ferme des gabelles. Les membres de ces réseaux familiaux sont à la fois des serviteurs de l'État et les bailleurs de fonds de la monarchie, qui a constamment besoin d'argent.
Paul Ardier amasse donc une fortune considérable. Afin que sa famille intègre la noblesse, il achète pour ses fils des charges anoblissantes, marie ses filles à des anoblis et s'achète des terres. A Paris, Paul Ardier réside dans un hôtel particulier, l'hôtel Raoul, dans l'actuelle rue Beautreillis, située dans le quartier Saint-Paul comme beaucoup d'autres familles de son milieu .

### Seigneur de Beauregard

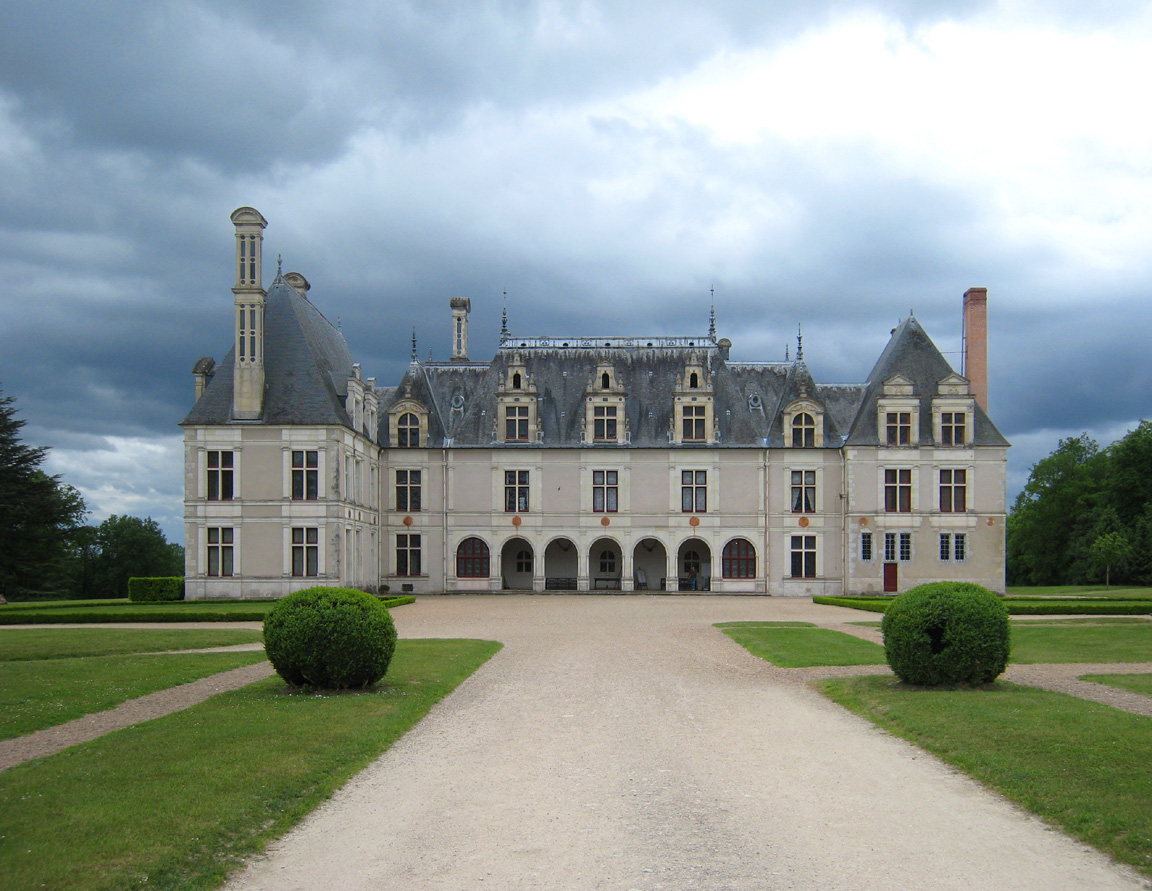
Château de Beauregard, commune de Cellettes (Loir-et-Cher)

Afin de se créer un domaine foncier, Paul Ardier se fixe dans le Blésois, région d'origine de sa belle-famille, les Phélypeaux. En 1619, il achète le château de Beauregard pour 24 500 livres. En février 1633, Paul Ardier achète, toujours dans le Blésois, les seigneuries de Vineuil et du Goulet. Il est ainsi seigneur de Beauregard et de Vineuil. Son fils Paul II Ardier achètera d'autres terres qui permettront l'érection des domaines des Ardier en vicomté en 1654.
Quand Paul Ardier l'achète, le château de Beauregard comporte deux parties, un ancien corps de logis, datant probablement du début du XVIe siècle, sur trois niveaux et muni d'une tour, et une galerie du milieu du XVIe siècle. L'ensemble est entouré de plusieurs cours, de communs et de jardins. Il fait exécuter d'importants travaux qui modifient considérablement son château. Il achète des parcelles voisines afin d'agrandir et de remodeler les jardins et les cours, tandis qu'il agrandit le château lui-même, le démolissant partiellement et créant deux nouvelles ailes. Il modernise également les communs. Ces travaux sont inspirés par ceux que mène son beau-frère Raymond Phélypeaux dans son château, voisin, d'Herbault. Ces constructions ont été profondément remaniées au XIXe siècle.

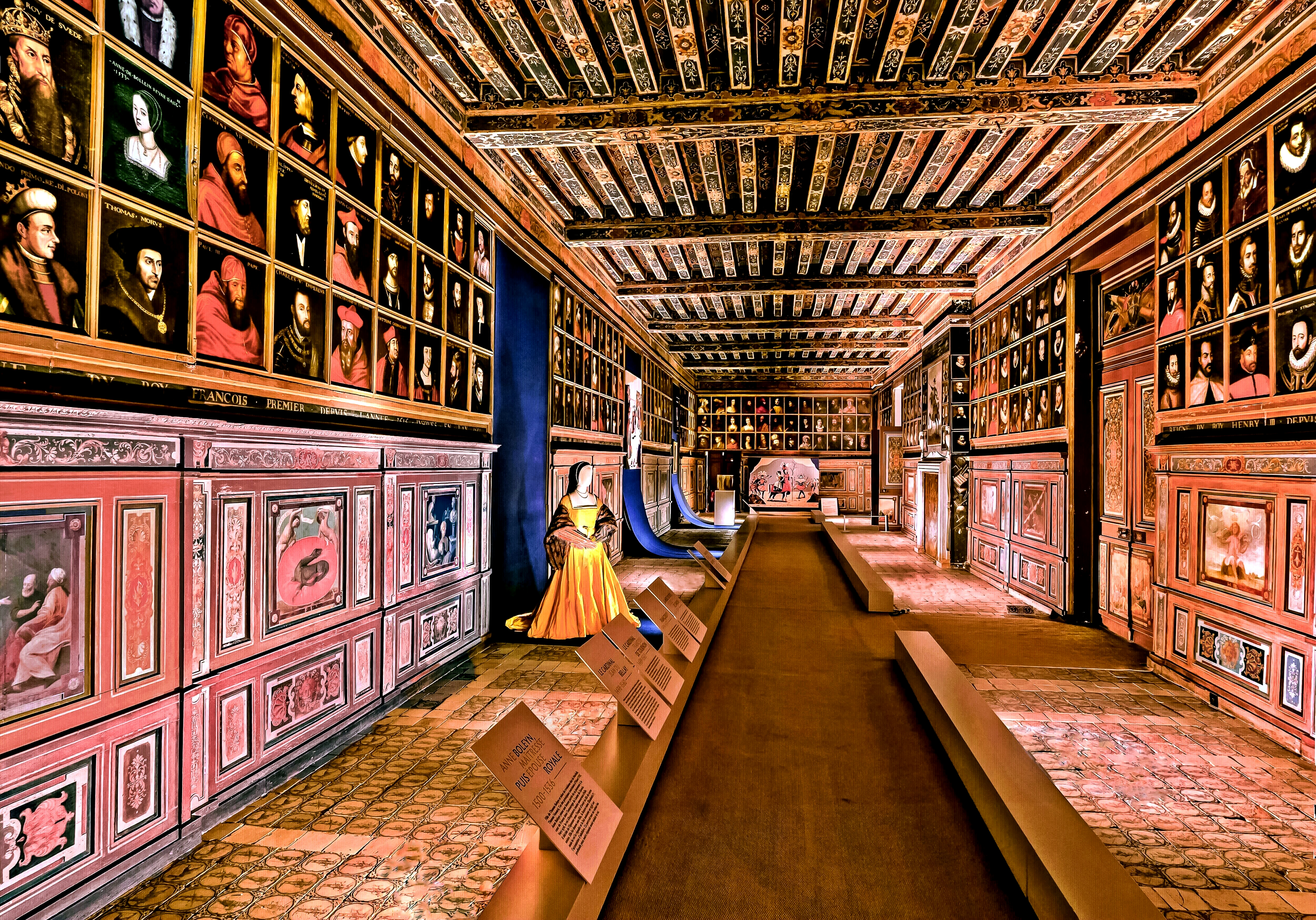
Galerie des illustres, château de Beauregard

Ce qui fait la célébrité du château de Beauregard, c'est la fameuse « galerie des illustres » que Paul Ardier y crée, composée de plus de 300 portraits de personnages historiques. Son fils Paul II Ardier la complètera en ajoutant une quarantaine de portraits de ses contemporains. Vers 1646, il mènera à bien un projet de son père : terminer le pavage au sol de cette galerie, en faïence bleue de Delft (normalement beaucoup trop fragile pour marcher dessus), que Paul Ardier avait commandée dès 1627.
En créant cette galerie, Paul Ardier suit la mode de son époque. Les galeries de portraits sont alors une réalisation prisée des grands seigneurs et l'exemple vient de haut : à la fin du XVIe siècle, la reine-mère Catherine de Médicis fait réaliser dans son hôtel particulier parisien une galerie de portraits de rois de France, de rois d'Espagne, de princes italiens, d'empereurs du Saint-Empire, etc,. Exactement à la même époque que la création de la galerie de Beauregard, et dans la même région, Philippe de Béthune, le frère de Sully, fait faire une galerie de portraits dans son château de Selles-sur-Cher. Toutefois, la galerie de Beauregard, comme elle comporte plusieurs centaines de portraits, ne montre pas uniquement des rois ou des princes, mais aussi de grands seigneurs, comme Louis II de La Trémoille et même des financiers anoblis, comme le Blésois Florimond Robertet, ancien propriétaire de Beauregard.

### Bienfaiteur des Feuillants de Paris et de l'hôtel-Dieu d'Issoire
Paul Ardier, comme la famille Phélypeaux et la famille Gobelin, auxquelles il est allié, multiplie les donations au couvent des Feuillants du faubourg Saint-Honoré à Paris. Il y est inhumé en septembre 1638, comme sa fille Élisabeth l'avait été le 2 janvier 1634. D'autres membres de sa famille y sont également enterrés.
Paul Ardier n'oublie pas ses origines auvergnates et finance l'hôtel-Dieu d'Issoire, par plusieurs actes. En 1620, il donne à cet hôtel-Dieu un bâtiment qui le jouxte et un fonds produisant une rente de deux cent livres. En 1633, il constitue une nouvelle rente perpétuelle d'un montant supérieur, trois cent livres. L'hôpital actuel d'issoire, héritier de cet hôtel-Dieu, porte son nom : centre hospitalier Paul Ardier.

## Postérité
Paul Ardier et son épouse Suzanne Phélypeaux (morte en 1651) ont plusieurs enfants :

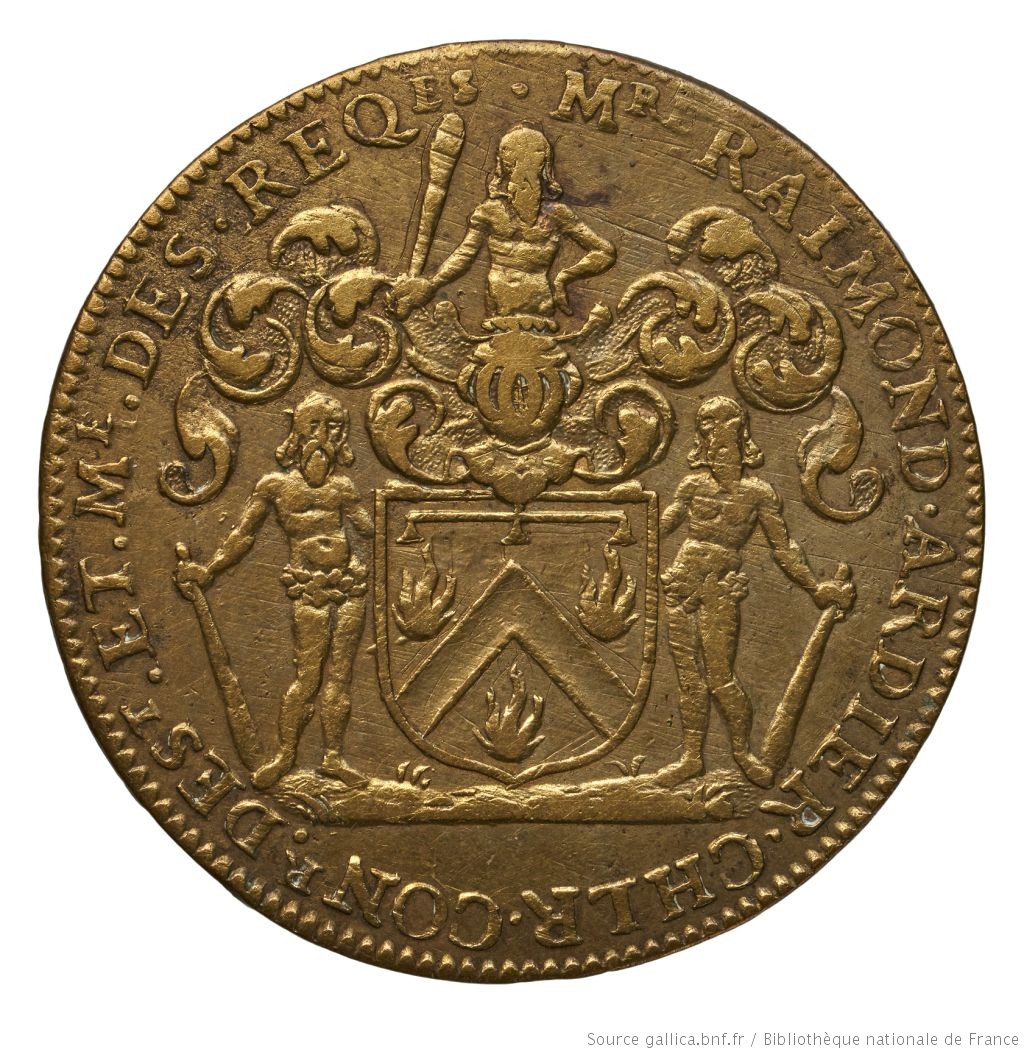
Jeton de Raymond Ardier (1638). Gallica.bnf.fr

- Paul II Ardier (1595-1671), seigneur de Beauregard, premier commis aux Affaires étrangères pour ses oncles Phélypeaux, président à la Chambre des Comptes, époux de Louise Olier, fille de Jacques Olier et sœur de Jean-Jacques Olier, le célèbre fondateur des Sulpiciens[2].
- Raymond-Jean Ardier (1601-1673), seigneur de Vaugelay, conseiller au Parlement de Toulouse, maître des requêtes[1] ;
- Henri ou Hervin Ardier, abbé de Saint-André-lès-Clermont[1] ;
- Louis Ardier (mort en 1676), seigneur de Vineuil, secrétaire du roi, conseiller d'État, mêlé à la Fronde[1],[15] et évoqué par Bussy-Rabutin dans son Histoire amoureuse des Gaules[16] ;
- Claude ou Claudine Ardier, (1600-1657) qui épouse en 1618 Gaspard Ier de Fieubet (1577-12 août 1647) commis de son beau-père Paul Ardier[1] ;
- Suzanne Ardier (1609-1679), qui épouse Jean Diel, seigneur des Hameaux, premier président de la Cour des aides de Rouen[1] ;
- Élisabeth Ardier (1610-1634), qui épouse en 1633 Claude Gobelin (mort en 1666), intendant d'armée et conseiller d'État [1].

Dans la Revue d'Auvergne, on trouve mention d'enfants supplémentaires :
- Marguerite Ardier, épouse de Jacques Legendre, contrôleur général des gabelles[15];
- Jacquette Ardier, épouse de M. de Chalandrat, seigneur de Saint-Yvoine[15],

mais seuls les sept premiers enfants sont cités dans l'inventaire après décès passé le 29 novembre 1638 par-devant maître Baudoin, notaire à Paris, qui précise qu'ils sont « chacun héritiers pour une septième part et portion dudit seigneur de Beauregard leur père ».

## Héraldique
| Blason | Blasonnement : D'azur au chevron d'argent accompagné de trois flammes d'or |

À l'époque moderne, les armoiries de ce type sont nombreuses. Le chevron sur champ d'azur est la pièce honorable la plus utilisée, parce qu'il représente l'idée d'élévation. Il est souvent accompagné d'un meuble en pointe.